# Мануель Пуїг
Мануель Пуїг (ісп. Manuel Puig; 28 грудня 1932, Хенераль-Вільєгас, провінція Буенос-Айрес, Аргентина — 22 липня 1990, Куернавака, Мексика) — аргентинський письменник.

## Біографія
Мануель Пуїг народився у родині Бальдомеро Пуїга (Baldomero Puig) та Марії Олени Делледонне (María Elena Delledonne), у невеликому провінційному містечку Вільєгас, яке стало сценою для кількох його майбутніх романів.
З дитинства він полюбив кіно (завдяки чому навіть вивчив англійську). Переїхавши у 1946 році до Буенос-Айреса, Мануель став відвідувати американську школу, потім почав вивчати архітектуру, але незабаром, у 1951 році, віддавши перевагу філософії, поступив до університету Буенос-Айреса.
У 1955 році він отримав стипендію у Центрі експериментального кінематографа і поїхав навчатися до Рима. Однак те, чого його навчали, не збіглося з його сподіваннями, і він відправився колесити по Європі. Пуїг жив у Парижі, Лондоні, Стокгольмі, працював учителем, помічником директора фільму, посудомийкою, перекладачем субтитрів.
Тоді ж Пуїг почав працювати над своєю першою книгою. Отримавши роботу в «Air France», він перебрався в Нью-Йорк, де пізніше читав лекції у Колумбійському університеті. У 1967 році Мануель Пуїг повернувся на батьківщину, а в 1968 році був опублікований його дебютний, частково автобіографічний роман «Зрада Ріти Хейворт».
У 1974 році, після виходу роману «Справа в Буенос-Айресі» (1973), в якому була помітна критика перонистської політики, загроза репресій з боку режиму Ісабель Перон змусила письменника емігрувати. У 1974 р. був змушений виїхати до Мексики, з 1976 по 1980 роки жив у США. З 1981 жив у Бразилії, у 1989 знову повернувся до Мексики.
Незадовго до смерті Мануель купив будинок у Куернаваці (Мексика), де він хотів жити разом із своєю старою матір'ю, але його життя несподівано обірвалося. Помер Мануель Пуїг від інфаркту у віці 57 років.

## Особисте життя
Мануель Пуїг був відкритим геєм, а в його романах часто фігурували персонажі, які боролися зі своєю сексуальною орієнтацією, іноді в контексті суспільного тиску та очікувань. Він усвідомив та прийняв свою гомосексуальність у ранньому віці. Пуїг був одним із засновників аргентинського Фронту визволення гомосексуалів у 1971 році.

## Творчість
У своїх романах Мануель Пуїг створив мозаїчну картину латиноамериканської сучасності у вигляді тонко стилізованого колажу з стереотипів популярної словесності — пісеньок в жанрі танго, мелодраматичних кінороманів, літературної та кінематографічної фантастики, побутових радіоп'єс, модних і жіночих журналів, зразків реклами, що зближує його оповідну техніку з принципами поп-арту. Написав кілька п'єс і кіносценаріїв. Його роман «Зрада Ріти Хейворт» у 1965 році був висунутий видавництвом Seix Barral на премію Literaturpreis Biblioteca Breve, і у 1969 році був названий газетою Ле-Монд найкращим твором 1968/1969 року. Після успіху його другого роману Boquitas pintadas («Найкрасивіше Танго світу») у 1973 році побачив світ його третій роман The Buenos Aires Affair («Справа в Буенос-Айресі»), який був заборонений через аргентинську військову диктатуру.
Найбільш успішний роман Пуїга — «Поцілунок жінки-павука» (1976). Сам автор створив на його основі п'єсу. У 1985 році режисер Гектор Бабенко зняв фільм «Поцілунок жінки-павука», який був номінований на премію «Оскар». У 1992 на Бродвеї був поставлений однойменний мюзикл, який мав гучний успіх і в 2025 році був перенесений на кіноекран Біллом Кондоном. Ганс Вернер Хенце збирався писати оперу за його мотивами. У 1988 році виходить останній роман Мануеля Пуїга Cae la noche tropical (Падає тропічна ніч). Після його смерті залишився незавершений роман Humedad relativa 95 %. («Відносна вологість 95 %»).

### Поцілунок жінки-павука
Політв'язень Валентин та гей Моліна, який попав в тюрму за розтління малолітніх, починають в тюремних застінках своєрідний кінодіалог, розповідаючи один одному сюжети різних фільмів, і поступово зближуються. Образ Моліни автобіографічний: Пуїг з дитинства любив одягатися як дівчинка і говорив про себе в жіночому роді. Кожен вечір Валентин і Моліна засипають в передчутті продовження черговий кіноповісті. Валентин не підозрює, що все, що відбувається — це хитро спланована змова… Але одночасно він розповідає Моліні символічну історію про поцілунок прекрасної жінки-павука, ніжність якої змушує забути про сплетене нею павутиння. Роман складається з цілої мозаїки планів — переказ фільмів, емоційні трагедії, міркування про причини гомосексуальності, майже театральні діалоги. У результаті створюється багатовимірне художнє полотно. Але кіно закінчується, і Моліна виходить на свободу…
Для Пуїга дуже важливим у романі було питання про природу гомосексуальності. Він супроводжує текст коментарями з праць Фрейда та інших психоаналітиків.

## Головні твори
Романи:
- «Зрада Ріти Хейворт» (1968)
- «Фарбовані губки» (1969), екранізований Л. Торре-Нільсоном в 1970 р.
- «Любов в Буенос-Айресі» (1973)
- «Поцілунок жінки-павука» (1976), екранізований Г. Бабенко у 1985 році і Б. Кондоном у 2025 році
- «Pubis angelical» (1979), екранізований Р. де ла Торре[en] 1982 року
- «Падає тропічна ніч» (1988)
- «Відносна вологість 95 %» (1990, не завершений)

Листування:
- Querida familia. Tomo 1, Cartas europeas, 1956—1962. Buenos Aires: Editorial Entropía, 2005
- Querida familia. Tomo 2, Cartas americanas: New York, 1963—1967; Río de Janeiro, 1980—1983. Buenos Aires: Editorial Entropía, 2006

## Образ у мистецтві
Бразильському періоду життя Пуїга присвячений ігровий фільм аргентинського кінорежисера Хав'єра Торре «Стежка в тропіках» (2004), за роль письменника актор Фабіо Астея отримав премію, а режисер був визнаний кращим на МКФ в Грамаду.